# 月日乡
月日乡是中国陕西省商洛市丹凤县下辖的一个乡。

## 行政区划
月日乡下辖以下行政区：
江湾村、保仓村、西康村、柳林村、三皇庙村、东坪村、马炉村、北炉村、甘江村